# Meghan Allen
Meghan Allen (n. 12 noiembrie 1980, Meadville, Pennsylvania) este un model Playboy american. Ea a fost Playboy Cyber Girl în luna ianuarie 2008. Meghan apărut pentru prima dată în reality show NBC în 2004. Împreună cu prietenul ei James Wise, ea a concurat în 8 episoade din ediția Cupluri (Couples). În 2008, Allen a  participat la reality show Momma's Boys un serial transmis pe postul NBC. În februarie 2005 ea s-a lăsat fotografiată nudă de revista Playboy și ulterior a apărut în show-ul Fear Factor și în Playboy Online.
Allen în prezent locuiește în Dallas. Până de curând, ea a fost vânzătoare la un bar, și a apărut în "InsideTheBar" o emisiune TV de 10 minute din Dallas, care prezintă viața  din localurile de noapte.